# Le Gardien du verger
Le Gardien du verger (titre original anglais : The Orchard Keeper) est le premier roman de Cormac McCarthy publié en 1965 aux États-Unis.

## Résumé
Le gardien du verger se situe dans la période de l'entre-deux guerres dans le hameau de Redbranch, petite communauté isolée au Tennessee. L'histoire est centrée sur trois personnages : l'oncle Arthur Ownby, qui vit seul dans les bois près d'une pommeraie à l'abandon ; John Wesley Rattner, un jeune garçon qui parcourt la montagne ; et Marion Sylder, hors-la-loi et bootlegger.
Au début du roman Marion prend un auto-stoppeur nommé Kenneth Rattner, qui l'agresse avec un démonte-pneu et tente de le tuer pour le voler. Ils se battent et Marion étrangle Kenneth. Marion jette le corps dans une fosse sur la propriété d'Arthur Ownby : il connaît bien le terrain en raison de ses fréquents transports de whisky de contrebande. Arthur découvre bientôt le cadavre, mais au lieu d'en informer les autorités, il transforme la fosse en une sorte de sanctuaire ou de crypte pour protéger et honorer le corps. Le temps passe et la femme de Kenneth, Mildred, ainsi que son fils, John Wesley, finissent par admettre qu'il a probablement été tué, et John Wesley jure de venger un jour son père.
Une nuit, alors que Marion charge une livraison de whisky cachée sur la propriété d'Arthur, il voit celui-ci décharger son fusil de chasse contre un réservoir que le gouvernement a installé sur sa terre. Troublé, Marion embarque le whisky et quitte les lieux à la hâte, craignant qu'Arthur ne s'en prenne à lui. Arthur observe sans réagir la voiture de Marion qui disparaît dans la nuit. La voiture de Marion quitte la route et finit dans une rivière. John Wesley, qui se trouve être sur les lieux à relever des pièges, entend l'accident et vient en aide à Marion, lui permettant de regagner la rive. John Wesley ne sait pas que Marion est le meurtrier de son père, et Marion ne reconnaît pas en John Wesley le fils de celui qu'il a tué. En reconnaissance de son aide, Marion offre un de ses chiens à John Wesley, et les deux personnages entrent dans une relation d'amitié, presque comme père et fils, Marion apprenant à John Wesley à chasser. La police locale découvre ensuite le véhicule de Marion dans la rivière, le chargement de whisky toujours intact, ainsi que le réservoir gouvernemental endommagé. John Wesley est soupçonné et menacé de poursuites s'il n'avoue pas que c'était Marion qui conduisait la voiture chargée de whisky. John Wesley refuse de coopérer. La police se rend alors à la cabane d'Arthur pour l'interroger. Quand ils se garent dans sa cour, Arthur sort de sa cabane, un fusil à la main. les policiers appellent du renfort et il s'ensuit une fusillade. Arthur blesse plusieurs policiers avant de s'enfuir, mais il est capturé peu après. Marion Sylder est également pris quand sa nouvelle voiture tombe en panne sur un pont, le coffre rempli de whisky. Arthur est diagnostiqué fou ou sénile et on l'envoie dans un hôpital psychiatrique, où il passera sans doute le reste de ses jours. Sylder est condamné à trois ans de prison pour transport illégal de whisky. Ignorant toujours le rôle de Sylder dans la mort de son père, John Wesley quitte Redbranch. Il y revient plusieurs années plus tard et trouve le lieu abandonné.

## Éditions
- (en) The Orchard Keeper, éditions Random House, 1965  (ISBN 0394439368).
- Le Gardien du verger, éditions de l'Olivier, 1996  (ISBN 2879290880) p.287